# Niphargoides caspius
Niphargoides caspius is een vlokreeftensoort uit de familie van de Pontogammaridae. De wetenschappelijke naam van de soort is voor het eerst geldig gepubliceerd in 1894 door Sars G.O..